# Isolmant-Premac-Vittoria
El Isolmant-Premac-Vittoria (código UCI: SBT) es un equipo ciclista femenino de Italia de categoría UCI Women's Team, máxima categoría femenina del ciclismo en ruta a nivel mundial.

## Material ciclista
El equipo utiliza bicicletas Look y componentes Shimano.

## Clasificaciones UCI
Las clasificaciones del equipo y de su ciclista más destacado son las siguientes:
| Temporada | Clasificación por equipos | Mejor corredor | Posición |
| 2018      |                           |                |          |

## Palmarés
Para años anteriores véase: Palmarés del Isolmant-Premac-Vittoria.

### Palmarés 2023

#### UCI WorldTour
| Fechas | Carreras | Ganadora |
|        |          |          |

#### Calendiaro UCI Femenino
| Fechas | Carreras | Ganadora |
|        |          |          |

#### Campeonatos nacionales
| Fechas | Carreras | Ganadora |
|        |          |          |

## Plantillas
Para años anteriores, véase Plantillas del Isolmant-Premac-Vittoria

### Plantilla 2022
| Integrantes del equipo 2022 | Integrantes del equipo 2022 | Integrantes del equipo 2022          | Integrantes del equipo 2022 |
| Corredor                    | Fecha de nacimiento         | Equipo previo                        |                             |
| --------------------------- | --------------------------- | ------------------------------------ | --------------------------- |
| Ainara Albert               | 21 de junio de 2003         |                                      |                             |
| Angelica Brogi              | 20 de octubre de 1998       | Aromitalia Vaiano (2020)             |                             |
| Alice Capasso               | 23 de diciembre de 2002     |                                      |                             |
| Noemi Lucrezia Eremita      | 30 de agosto de 2002        |                                      |                             |
| Alice Gasparini             | 14 de diciembre de 1997     | Servetto Giusta (2017)               |                             |
| Gaia Realini                | 19 de junio de 2001         |                                      |                             |
| Beatrice Rossato            | 6 de noviembre de 1996      | Top Girls Fassa Bortolo (2018)       |                             |
| Emanuela Zanetti            | 13 de marzo de 2000         |                                      |                             |
| Asia Zontone                | 4 de noviembre de 2001      | Servetto-Makhymo-Beltrami TSA (2021) |                             |
|                             |                             |                                      |                             |
| Fuente: UCI                 |                             |                                      |                             |